# Шарбонијер ле Вјеј
Шарбонијер ле Вјеј (фр. Charbonnières-les-Vieilles) насеље је и општина у централној Француској у региону Оверња, у департману Пиј де Дом која припада префектури Риом.
По подацима из 2011. године у општини је живело 995 становника, а густина насељености је износила 30,5 становника/km². Општина се простире на површини од 32,62 km². Налази се на средњој надморској висини од 618 метара (максималној 755 m, а минималној 472 m).

## Демографија
| 1962. | 1968. | 1975. | 1982. | 1990. | 1999. | 2011. |
| ----- | ----- | ----- | ----- | ----- | ----- | ----- |
| 800   | 838   | 730   | 866   | 880   | 864   | 995   |

График промене броја становника у току последњих година